# Костюк, Иосиф Степанович
Иосиф Степанович Костюк (1919—1981) — старший лейтенант Советской Армии, участник Великой Отечественной войны, Герой Советского Союза (1945).

## Биография
Иосиф Костюк родился 15 апреля 1919 года в селе Орепы (ныне — Новоград-Волынский район Житомирской области Украины). После окончания сельской школы работал в колхозе, одновременно учился в зоотехникуме, окончил три его курса. В октябре 1939 года Костюк был призван на службу в Рабоче-крестьянскую Красную Армию. С ноября 1941 года — на фронтах Великой Отечественной войны. Принимал участие в боях на Калининском и 1-м Белорусском фронтах, два раза был ранен. В 1944 году Костюк окончил Камышинское танковое училище. К январю 1945 года старший лейтенант Иосиф Костюк командовал ротой 267-го танкового батальона 23-й танковой бригады 9-го танкового корпуса 38-й армии 1-го Белорусского фронта. Отличился во время Висло-Одерской операции.
Рота Костюка принимала участие в ожесточённых боях с противником под городом Опочно. В течение двадцати дней она непрерывно сражалась, зачастую попадая в окружение. В одном из тех боёв Костюк получил ранение, но продолжал руководить вверенным ему подразделением. Обойдя Опочну, рота с тыла атаковала немецкие части, уничтожив 2 танка, 4 самоходных артиллерийских установки, 22 противотанковых орудия, 127 автомашин, а также несколько сотен солдат и офицеров противника. Немецкие войска были вынуждены отступить, бросив большое количество вооружения.
Указом Президиума Верховного Совета СССР от 27 февраля 1945 года за «мужество и героизм, проявленные в боях при освобождении Польши», старший лейтенант Иосиф Костюк был удостоен высокого звания Героя Советского Союза с вручением ордена Ленина и медали «Золотая Звезда» за номером 7250.
В 1946 году Костюк был уволен в запас. Проживал в Новограде-Волынском, работал сначала заместителем директора маслозавода, затем директором мельницы. Скончался 17 марта 1981 года, похоронен на Новоград-Волынском городском кладбище.
Был также награждён орденом Красного Знамени и рядом медалей. Почётный гражданин города Новоград-Волынский